# كولن ديفيدسون
كولن ديفيدسون (بالإنجليزية: Colin Davidson)‏ هو رسام أيرلندي، ولد في 1968.